# Dann Florek
Dann Florek, född 1 maj 1950 i Flat Rock, Michigan, USA, är en amerikansk skådespelare.
Florek har mestadels varit verksam inom teatern men har även haft flera roller i många uppmärksammade TV-serier. Han är bland annat känd från Lagens änglar där han spelar den något tråkige David Meyer, make till Roxanne Melman (Susan Ruttan). Han har även haft mindre roller i TV-serier som Spanarna på Hill Street, Hunter, Roseanne, På spaning i New York och Advokaterna.
Hans mest kända TV-roll är förmodligen den i Law & Order och Law & Order: Special Victims Unit där Florek spelar polischefen Donald Cragen.